# اوستردوک (آیووا)
اوستردوک (به انگلیسی: Osterdock) شهری در ایالت آیووا کشور ایالات متحده آمریکا است که جمعیت آن در سرشماری سال ۲۰۱۰ میلادی، ۵۹ نفر بوده‌است.